# Henrik Vibskov
Henrik Vibskov, född 1972 i Kjellerup, är en dansk modeskapare. 
Henrik Vibskov examinerades från Central Saint Martins College of Art and Design i London 2001. Hans examenskollektion hade mönster med grisar, vilket blivit något av hans signum och bland annat finns på en kollektion palestinasjalliknande scarfar.
Henrik Vibskov fick Torsten och Wanja Söderbergs Pris 2011.